# Bobok Csilla
Bobok Csilla Mária (Budapest, 1990. február 25. –) labdarúgó, hátvéd. Jelenleg a TFSE labdarúgója. 

## Pályafutása
2011 nyarán igazolt az MTK Hungária FC csapatához.
2016-tól a TFSE csapatát erősíti.

## Sikerei, díjai
- Magyar bajnokság
  - bajnok: 2011–12, 2012–13
- Magyar kupa
  - győztes: 2013[1]